# Algemene nabestaandenwet
De Algemene nabestaandenwet (Anw) is een Nederlandse volksverzekering die nabestaanden van een ouder of partner in bepaalde gevallen na het overlijden recht geeft op een uitkering. De Sociale Verzekeringsbank voert de Anw uit.

## Nabestaandenuitkering
Als gehuwd of als echtgenoot wordt mede aangemerkt de ongehuwde meerderjarige die met een andere ongehuwde meerderjarige een gezamenlijke huishouding voert, tenzij het betreft een bloedverwant in de eerste graad.
De wet geeft na overlijden van een van beide de ander recht op een uitkering, als deze een kind jonger dan 18 jaar verzorgt dat al geboren was of waar de nog levende partner al zwanger van was op de dag van overlijden. Tevens recht op een uitkering heeft de nog levende partner die minstens 45% arbeidsongeschikt is. De uitkering eindigt bij het weer gaan voeren van een gezamenlijke huishouding anders dan ten behoeve van de verzorging van een hulpbehoevende (zie ook huisbezoek). De uitkering eindigt definitief als de uitkeringsgerechtigde in het huwelijk treedt en na 6 maanden samenwonen, en verder als het jongste kind 18 jaar wordt (als een of meer kinderen de grond waren voor de uitkering), en bij het bereiken van de AOW-leeftijd.
De uitkering bedroeg in 2011 exclusief vakantietoeslag netto € 889,62 per maand (70% van het wettelijk minimumloon), bruto € 1.121,95. Inkomen "in verband met arbeid", zoals een WAO-uitkering, wordt geheel gekort op de Anw-uitkering; bij inkomen uit arbeid werd anno 2011 een bruto bedrag van € 717,60 per maand helemaal niet gekort en het meerdere voor twee derde; zoeken of accepteren van werk is niet verplicht. Inkomsten uit vermogen worden vrijgelaten en het vermogen zelf is ook geen beletsel.
De uitkering eindigt bij het niet meer verzorgen van een kind jonger dan 18 jaar. Als de uitkering eindigt door het niet meer minstens 45% arbeidsongeschikt zijn of door te veel verdienen, en bij korter dan 6 maanden samenwonen, herleeft de uitkering als die omstandigheid zich niet meer voordoet.
Geen recht op nabestaandenuitkering heeft de nabestaande wiens echtgenoot is overleden binnen een jaar nadat hij met die echtgenoot is gehuwd en de gezondheidstoestand ten tijde van de huwelijkssluiting zulks redelijkerwijs moest doen verwachten.

## Wezenuitkering
Een wees jonger dan 16 jaar, en onder voorwaarden een wees jonger dan 21 jaar, heeft recht op wezenuitkering, die afhankelijk van zijn of haar leeftijd bruto 32, 48 of 64% bedraagt van het bruto minimumloon.

## Premie
De Anw-premie behoort tot de premies volksverzekeringen. Het is een vast percentage van het inkomen in de eerste en tweede schijf van box 1 van de Wet inkomstenbelasting 2001 (2017, 2018, 2019 en 2020: 0,1 %, dit is lager dan in 2016, het vermogensoverschot in het Anw-fonds wordt hiermee afgebouwd), zie belang van de inkomsten in box 1 voor andere regelingen. Evenals de premies voor de AOW en Wlz wordt de Anw-premie normaal gesproken door de werkgever al ingehouden als onderdeel van de loonheffing.

## Geschiedenis
Een eerder, in maart 1991 ingediend wetsvoorstel (dossier 22013) werd door de Tweede Kamer aangenomen, maar door de Eerste Kamer opgehouden. Dit werd later ingetrokken en vervangen door een nieuw voorstel, dat werd ingediend in mei 1995.
Dit wetsvoorstel is per amendement zo gewijzigd dat ook recht heeft op een uitkering degene die met de overledene een gezamenlijke huishouding voerde.
De Anw verving per 1 juli 1996 de Algemene Weduwen- en Wezenwet (AWW), die is ingevoerd in 1959. De AWW voorzag oorspronkelijk alleen in een uitkering aan een vrouw als haar man overleed. Tot 1994 waren alleen mensen onder de AOW-leeftijd premie verschuldigd.
Het criterium "geboren is vóór 1950" is sinds 1 april 2015 niet meer aan de orde omdat dit dan impliceert dat men de AOW-leeftijd heeft bereikt.

### Halfwezenuitkering
Wie een of meer halfwezen jonger dan 18 jaar verzorgde had recht op één halfwezenuitkering, onafhankelijk van zijn of haar inkomen, of van gehuwd zijn of samenwonen. Het netto bedrag was 20% van het netto minimumloon. De uitkering was een tegemoetkoming voor het feit dat degene overleden is die normaal gesproken zou meebetalen aan het kind of de kinderen.
Per 1 juli 2013 is de halfwezenuitkering komen te vervallen en is deze geïntegreerd in de nabestaandenuitkering. Hierdoor steeg de uitkering van 70% naar 90% van het minimumloon. Per 1 januari 2015 is de nabestaandenuitkering weer aangepast naar 70% van het minimumloon en heeft een alleenstaande ouder wel recht op extra kindgebonden budget.